# Kawęczyn (gromada w powiecie tureckim)
Kawęczyn – dawna gromada, czyli najmniejsza jednostka podziału terytorialnego Polskiej Rzeczypospolitej Ludowej w latach 1954–1972.
Gromady, z gromadzkimi radami narodowymi (GRN) jako organami władzy najniższego stopnia na wsi, funkcjonowały od reformy reorganizującej administrację wiejską przeprowadzonej jesienią 1954 do momentu ich zniesienia z dniem 1 stycznia 1973, tym samym wypierając organizację gminną w latach 1954–1972.
Gromadę Kawęczyn siedzibą GRN w Kawęczynie utworzono – jako jedną z 8759 gromad na obszarze Polski – w powiecie tureckim w woj. poznańskim, na mocy uchwały nr 39/54 WRN w Poznaniu z dnia 5 października 1954. W skład jednostki weszły obszary dotychczasowych gromad Dzierzbotki, Kawęczyn, Marianów, Młodzianów, Nowy Świat i Wojciechów ze zniesionej gminy Kowale Pańskie w tymże powiecie. Dla gromady ustalono 13 członków gromadzkiej rady narodowej.
Gromadę zniesiono 1 stycznia 1960, a jej obszar włączono do gromady Kowale Pańskie w tymże powiecie.
1 stycznia 1973 w powiecie tureckim utworzono gminę Kawęczyn.